# Dornelas (Boticas)
Dornelas é uma freguesia portuguesa do município de Boticas, com 36,58 km² de área e 274 habitantes (censo de 2021). A sua densidade populacional é 7,5 hab./km².

## Demografia
A população registada nos censos foi:
| Distribuição da População por Grupos Etários | Distribuição da População por Grupos Etários | Distribuição da População por Grupos Etários | Distribuição da População por Grupos Etários | Distribuição da População por Grupos Etários |
| -------------------------------------------- | -------------------------------------------- | -------------------------------------------- | -------------------------------------------- | -------------------------------------------- |
| Ano                                          | 0-14 Anos                                    | 15-24 Anos                                   | 25-64 Anos                                   | > 65 Anos                                    |
| 2001                                         | 38                                           | 39                                           | 184                                          | 152                                          |
| 2011                                         | 19                                           | 23                                           | 143                                          | 153                                          |
| 2021                                         | 12                                           | 12                                           | 117                                          | 133                                          |

## História
O Couto de Dornelas, criado em 1127 teve a sua origem num nobre cavaleiro chamado Ay Ayres, que tendo raptado da corte de D. Afonso Henriques uma Dama, com ela veio viver para estas terras. Como eram despovoadas fez cá a sua residência e capela.
Este nobre tinha privilégio real e por isso todos os que se acoutassem à sua capela, não poderiam ser presos nem punidos pela justiça do rei. Deste modo, juntou-se-lhe muita gente a quem ele mandou que cultivassem todas as terras à volta da sua capela. Desta forma povoaram-se as sete aldeias da freguesia: Vila Grande, Vila Pequena, Antigo, Espertina, Gestosa, Lousas e Casal.
Esta região era, e é, rica em mel, nesta actividade eram utilizadas “Dornas” de pedra (ainda se pode ver uma no adro da igreja matriz em Vila Grande) e por este motivo e pelo anterior é que lhe foi dado o nome de COUTO DORNELAS.
Embora no início do século XIX tenha sido extinta a figura de Couto ou coutado, a freguesia continua a ser mais conhecida como Couto do que propriamente como Dornelas. Os actuais residentes nem admitem que lhe seja retirado o prefixo Couto à freguesia de Dornelas, mantendo-se assim o nome até aos dias de hoje, COUTO DE DORNELAS.

## Povoações
A freguesia integra sete aldeias ou povoações:
- Antigo;
- Casal;
- Espertina;
- Gestosa;
- Lousas;
- Vila Grande;
- Vila Pequena.

## Acualidade
Local situado no extremo ocidental do concelho de Boticas que fica no centro do topo norte de Portugal, mais precisamente nas coordenadas 41º38'38,38´´N e 7º50'36,80W.

## Património
- Pelourinho de Dornelas;
- Dorna de Dornelas;
- Castro de Ervas Ruivas;
- Castro da Giestosa ou Castro do Souto da Lama;
- S. Sebastião;
- Banda Filarmónica;
- Espigueiros;
- Miradouros;
- Praia Fluvial;

## Tradições
No dia 20 de janeiro Dornelas oferece o almoço aos milhares de pessoas que por ali passam para participar na Festa de São Sebastião.
Segundo a lenda, a festa resulta de uma promessa feita pela população local que, em troca da protecção do santo contra a fome e a peste, decidiu oferecer um almoço anualmente a todos os que passassem pela região.
Na mesa de Dornelas, que pode atingir um quilómetro de cumprimento, serve-se pão, arroz e carnes cozidas em 20 potes de ferro.

## Política

### Resultados para a Junta de Freguesia
| Partidos     | %    | M    | %    | M    | %    | M    | %    | M    | %    | M    | %    | M    | %    | M    | %    | M    | %    | M    | %    | M    | %    | M    |
| Partidos     | 1976 | 1976 | 1979 | 1979 | 1982 | 1982 | 1985 | 1985 | 1989 | 1989 | 1993 | 1993 | 1997 | 1997 | 2001 | 2001 | 2005 | 2005 | 2009 | 2009 | 2013 | 2013 |
| ------------ | ---- | ---- | ---- | ---- | ---- | ---- | ---- | ---- | ---- | ---- | ---- | ---- | ---- | ---- | ---- | ---- | ---- | ---- | ---- | ---- | ---- | ---- |
| FEPU/APU/CDU | 49,7 | 4    | 42,3 | 4    | 40,4 | 4    | 46,4 | 3    | 38,9 | 3    | 5,8  | -    |      |      |      |      |      |      |      |      |      |      |
| PPD/PSD      | 46,5 | 3    | 56,6 | 5    | 52,8 | 5    | 53,6 | 4    | 56,1 | 4    | 58,9 | 5    | 47,9 | 3    | 46,7 | 3    | 46,4 | 3    | 44,3 | 3    | 44,6 | 3    |
| PS           |      |      |      |      |      |      |      |      |      |      | 29,8 | 2    |      |      |      |      |      |      |      |      |      |      |
| IND          |      |      |      |      |      |      |      |      |      |      |      |      | 49,0 | 4    | 49,6 | 4    | 49,5 | 4    | 52,4 | 4    | 55,2 | 4    |